# Giuseppe Fontanarosa
Giuseppe Fontanarosa (Genova ?, XVII secolo – Genova ?, tra 1722 e 1739) è stato un organaro italiano.
Cittadino genovese, figlio di Bernardo, nelle fonti padovane è qualificato come "fiamengo" mentre in quelle liguri – ingaune e genovesi – è sempre indicato come "genovese". La qualifica di "fiamengo" potrebbe semplicemente alludere alle sue frequentazioni nordiche ossia l'entourage del celebre organaro Johann Eugen Caspar (1623-1706), italianizzato in Eugenio Casparini, che visse ed operò per oltre un trentennio nell'Italia nord-orientale e del quale fu probabilmente allievo, come ha ipotizzato il Lunelli.

Probabilmente svolse la sua attività prevalentemente al di fuori del territorio ligure, dove risulta quasi sconosciuto.

## Opere
- 1691 Padova, Basilica di Sant'Antonio di Padova (lavori di restauro)
- 1700-03 Albenga (Savona), Cattedrale di S. Michele (trasporto della cassa dell'organo dei fratelli Botto, 1614-16, dal coro alla controfacciata e rifacimento dello strumento)
- 1701 Quiliano (Savona), Parrocchiale di S. Lorenzo (organo nuovo)